# Khánh Hải, Trần Văn Thời
Khánh Hải là một xã thuộc huyện Trần Văn Thời, tỉnh Cà Mau, Việt Nam.

## Địa lý
Xã Khánh Hải nằm ở phía tây huyện Trần Văn Thời, có vị trí địa lý: 
- Phía đông giáp xã Khánh Hưng
- Phía tây giáp Biển Tây
- Phía nam giáp thị trấn Sông Đốc và xã Phong Điền
- Phía bắc giáp xã Khánh Bình Tây.

Xã Khánh Hải có diện tích 62,90 km², dân số năm 2022 là 16.601 người, mật độ dân số đạt 263 người/km².
Địa hình: Cũng như các khu vực khác ở Cà Mau, xã Khánh Hải có địa hình chủ yếu là kênh rạch. Sông Đốc có một đoạn chảy qua địa bàn xã Khánh Hải.
Bờ biển: Dọc theo bờ Biển Tây, Khánh Hải có nhiều cửa biển nhỏ như: Bảy Ghe, Kênh Tư, Kênh Mới. Các cửa biển này tạo điều kiện rất tốt cho tàu thuyền ra, vào đánh bắt gần bờ. Dân cư tập trung khu vực này tương đối sầm uất. Tuy nhiên vấn đề này lại tiềm ẩn nhiều nguy cơ về an toàn khi gió, bão, sạt lỡ. Bờ biển thuộc xã Khánh Hải nằm trong khu vực bị sạt lỡ, đặc biệt tại vàm Kênh Mới. Đai rừng phòng hộ ven biển khu vực này bị suy giảm nghiêm trọng, biển xâm thực đến chân đê. Khi có sóng to, gió lớn, đê ngăn mặn chịu áp lực sóng lớn và tiềm ẩn nguy cơ sạt lỡ, ảnh hưởng nghiêm trọng đến sản xuất nông nghiệp bên trong đất liền.

## Hành chính
Xã Khánh Hải được chia thành 11 ấp: Bãi Ghe, Chủ Mía, Đường Ranh, Kênh Giữa, Kênh Mới, Khánh Hưng A, Liên Hoà, Lung Tràm, Trùm Thuật, Trùm Thuật A, Trùm Thuật B.

## Lịch sử
Ngày 25 tháng 7 năm 1979, Hội đồng Chính phủ ban hành Quyết định số 275-CP về việc thành lập xã Khánh Hải và xã Khánh Hòa trên cơ sở một phần của xã Khánh Hưng A.
Ngày 2 tháng 2 năm 1991, Ban Tổ chức Chính phủ ban hành Quyết định số 51/QĐ-TCCP về việc sáp nhập xã Khánh Hòa vào xã Khánh Hải.

## Kinh tế

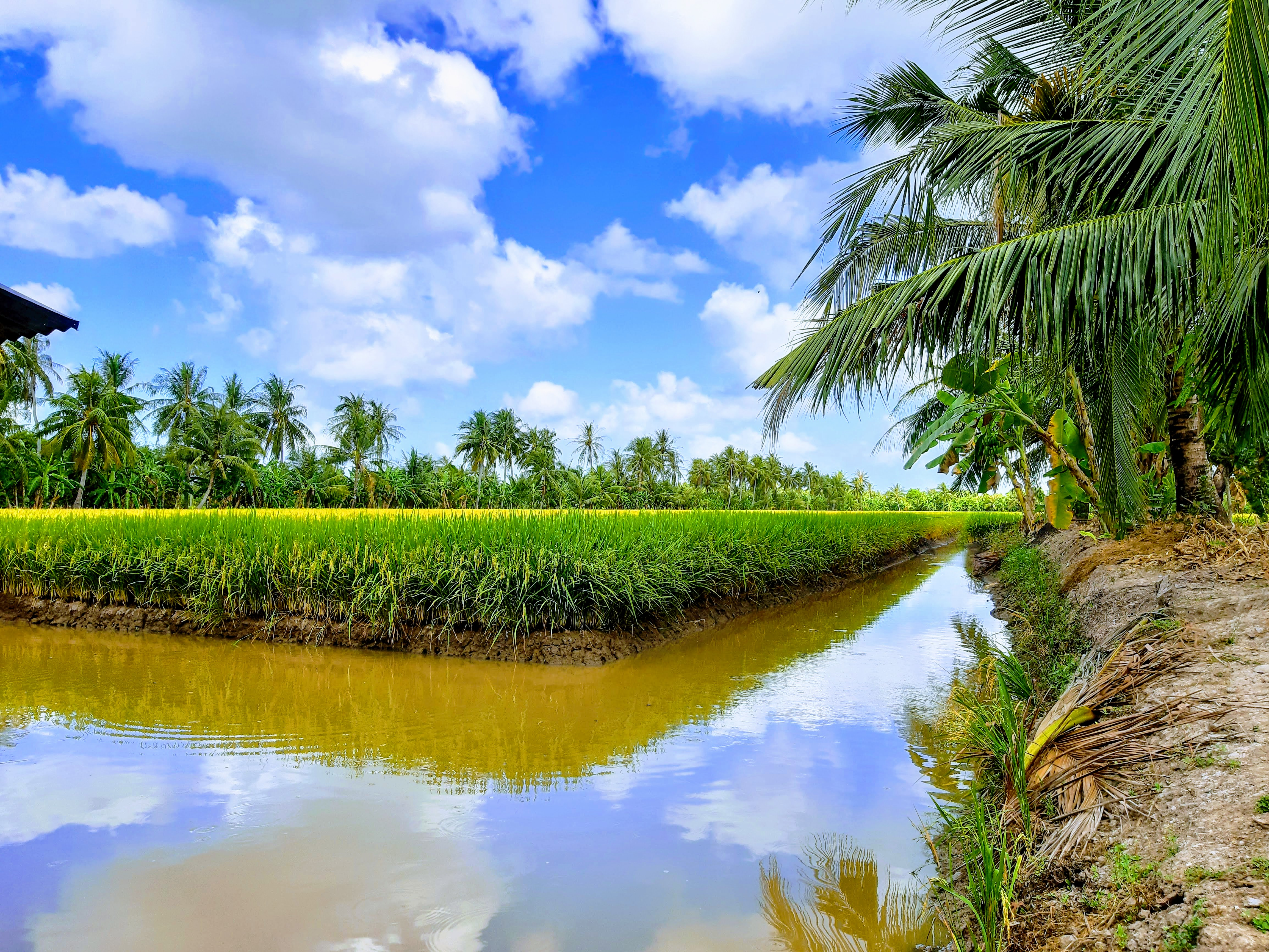
Một góc cánh đồng lúa

Xã Khánh Hải có thế mạnh về phát triển nông nghiệp, nằm trong tiểu vùng ngọt hóa của tỉnh Cà Mau. Phần lớn diện tích trong đê bao của xã được dùng canh tác 2 vụ lúa, diện tích ngoài đê được người dân nuôi tôm, cua nước mặn và có dãy rừng phòng hộ giáp biển. Một bộ phận cư dân trên địa bàn có thu nhập chính dựa vào nghề đánh bắt thủy hải sản.
Do vị trí tiếp giáp với đô thị biển Sông Đốc nên Khánh Hải có điều kiện tốt để phát triển công nghiệp, dịch vụ, đặc biệt trong lĩnh vực có liên quan đến khai thác, chế biến và xuất khẩu thủy sản. Một phần diện tích thuộc ấp Trùm Thuật A nằm trong khu công nghiệp Sông Đốc. Trên địa bàn xã Khánh Hải cũng đã được đầu tư xây dựng khu neo trú bão dọc theo bờ sông Ông Đốc cho tàu cá.

## Văn hóa
Chứng tích tội ác chiến tranh: Chứng tích tội ác máy bay B52 rải thảm sát hại đồng bào vô tội tọa lạc tại ngã tư 9 Bộ, thuộc ấp Liên Hòa, xã Khánh Hải.

## Danh nhân
- Bác Ba Phi: Tên thật là Nguyễn Long Phi (1884–1964). Ông là nghệ nhân văn hóa dân gian, được biết đến qua các câu chuyện tiếu lâm mang tên ông, truyện Bác Ba Phi. Cuộc đời và những câu chuyện của ông gắn liền với vùng đất thuộc xã Khánh Hải ngày nay, Những địa danh thường được nhắc đến như: Lung Tràm, Kênh Ngang, Rạch Lùm, Ông Đốc,...

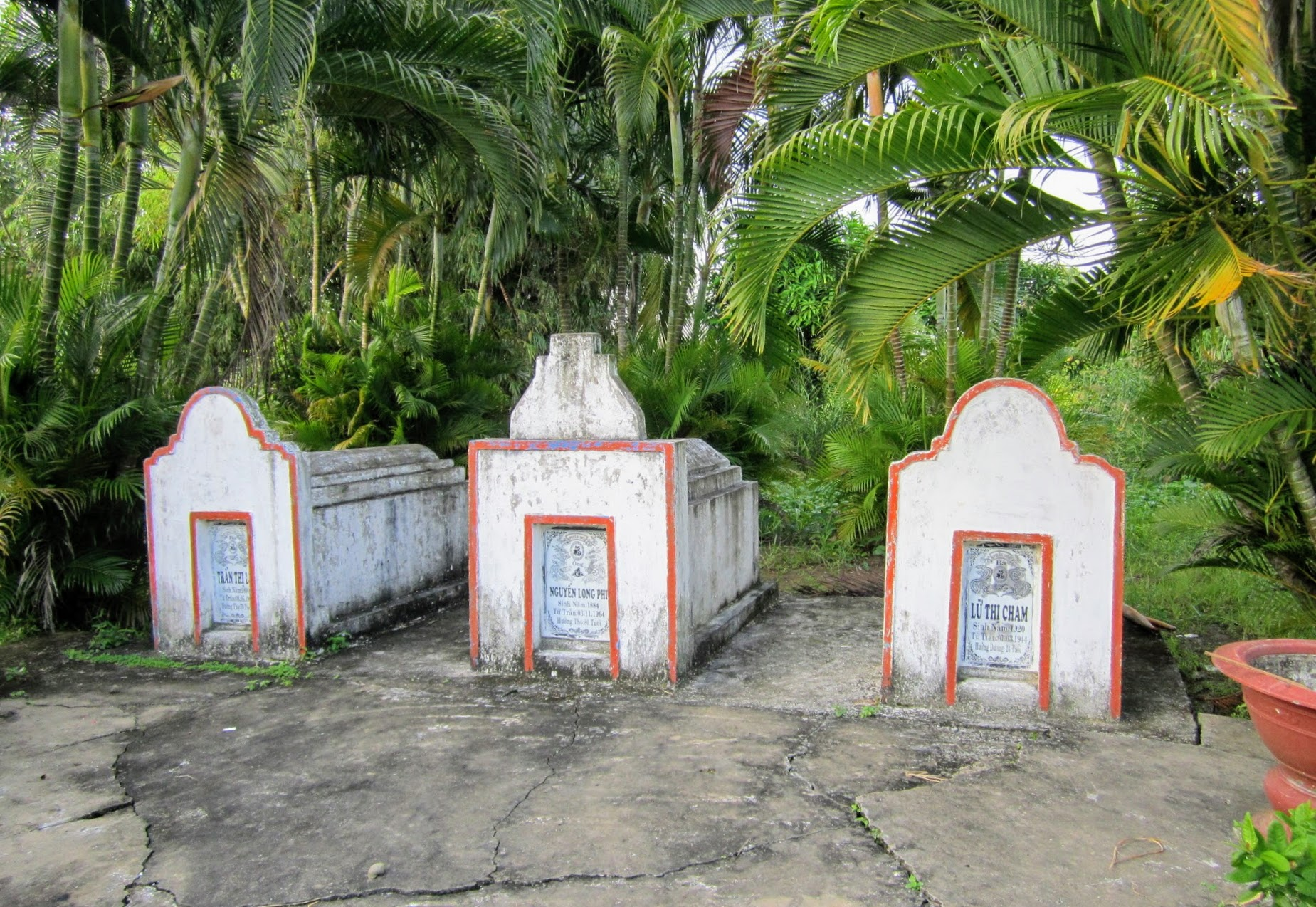
Mộ Bác Ba Phi cùng hai người vợ

Bác Ba Phi qua đời tại rừng U Minh Hạ, nay là ấp Lung Tràm, xã Khánh Hải, huyện Trần Văn Thời, tỉnh Cà Mau. Hiện nay, khu nhà và mộ phần của ông được đề xuất xây dựng thành khu lưu niệm và du lịch văn hóa của tỉnh Cà Mau.
- Nguyễn Phương Nam: sinh ngày 1 tháng 2 năm 1957 tại xã Khánh Hòa (nay là xã Khánh Hải), huyện Trần Văn Thời, tỉnh Cà Mau. Ông là một sĩ quan cấp cao trong Quân đội Nhân dân Việt Nam, hàm Thượng tướng. Hiện ông Nguyễn Phương Nam là Ủy viên Ban Chấp Trung ương Đảng Cộng sản Việt Nam khóa XI, XII[8], Ủy viên Quân ủy Trung ương, Phó Tổng Tham mưu trưởng, nguyên Tư lệnh Quân khu 9.